# Anelis Kaiser-Trujillo
Anelis Kaiser-Trujillo ist eine deutsche Professorin, die zum Thema Gender im Bereich Technik, Natur- und Medizinwissenschaft (MINT) forscht und sich auf Hirnforschung im Zusammenhang mit Sex und Gender spezialisiert hat. Sie lehrt seit 2017 an der Universität Freiburg und engagiert sich für die Erhöhung des Frauenanteils in den MINT-Fächern.

## Auszeichnungen
2021 erhielt Kaiser Trujillo den Emma Goldman Award für ihre innovative Forschung und ihr Wissen im Bereich Gender und Neurowissenschaften.